# 多巴湖

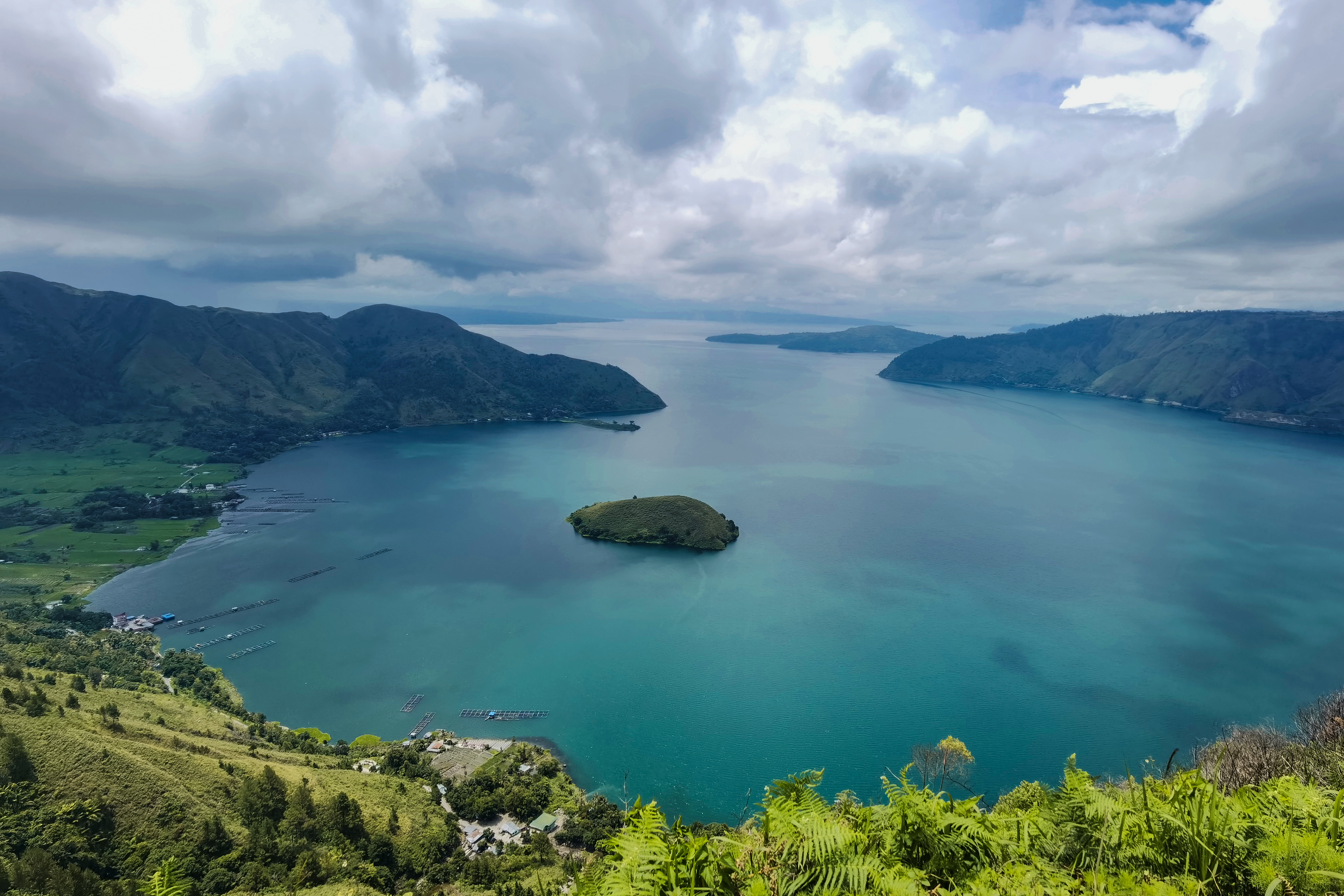
多峇湖

多峇湖（或譯為多巴湖，印尼语：Danau Toba），是一座位于印尼苏门达腊岛北部的火山湖，此湖呈菱形，座標西北角2°53′N 98°31′E / 2.88°N 98.52°E，东南角2°21′N 99°06′E / 2.35°N 99.1°E，长100公里，宽30公里，面積1,130平方公里，是世界上最大的火山湖，最深處505公尺，海拔905公尺。湖中有世界上最大的島中島沙摩西島。
多峇湖所在的破火山口形成於距今七万五千年前的超级火山喷发，该次爆发被认为具有8VEI的强度。同时这次喷发被认为是过去25万年來地球上最大的一次喷发，很可能导致了大规模气候变化和一场全球性灾难。一些科学家认为，这次火山喷发可能造成了大部分人类（直立人）死亡，造成人口缩减期，直接影响到所有幸存者的继承基因（參見多峇巨災理論、种群瓶頸）。
島上有部族巴塔克人。

## 註解
1. 1 2  .   [2010-04-22]. （原始内容存档于2012-02-02）.